# Торри (Виана-ду-Каштелу)
Торри (порт. Torre) — район (фрегезия) в Португалии, входит в округ Виана-ду-Каштелу. Является составной частью муниципалитета Виана-ду-Каштелу. По старому административному делению входил в провинцию Минью. Входит в экономико-статистический субрегион Минью-Лима, который входит в Северный регион. Население составляет 660 человек на 2001 год. Занимает площадь 4,80 км².